# Малобубнівська сільська рада
Малобу́бнівська сільська́ ра́да — колишній орган місцевого самоврядування в Роменському районі Сумської області. Адміністративний центр — село Малі Бубни.

## Загальні відомості
- Населення ради: 1 014 особи (станом на 2001 рік)

## Населені пункти
Сільській раді підпорядковані населені пункти:
- с. Малі Бубни
- с. Бацмани

## Склад ради
Рада складалася з 16 депутатів та голови.
- Голова ради: Король Віктор Олексійович
- Секретар ради: Білан Галина Володимирівна

### Керівний склад попередніх скликань
| Прізвище, ім'я, по батькові | Основні відомості                                                                           | Дата обрання | Дата звільнення |
| --------------------------- | ------------------------------------------------------------------------------------------- | ------------ | --------------- |
| Тімонович Людмила Яківна    | Сільський голова, 1972 року народження, освіта вища, Всеукраїнське об'єднання «Батьківщина» | 26.03.2006   | 31.10.2010      |
| Тімонович Людмила Яківна    | Сільський голова, 1972 року народження, освіта вища, член Партії регіонів                   | 31.10.2010   | 18.03.2012      |
| Король Віктор Олексійович   | Сільський голова, 1963 року народження, освіта вища, член Партії регіонів                   | 18.03.2012   |                 |

Примітка: таблиця складена за даними сайту Верховної Ради України